# Le Couvent (film, 2000)
Pour les articles homonymes, voir Le Couvent.
Pour plus de détails, voir Fiche technique et Distribution.
Le Couvent (The Convent) est un film américain réalisé par Mike Mendez, sorti en 2000.

## Synopsis
1960. Sans explication, Christine, une étudiante, pénètre dans le couvent St-Francis pendant une messe, équipée d'un bidon d'essence, d'une batte de baseball et d'un fusil à pompe. Après avoir frappé quelques sœurs avec la batte, elle met le feu au bâtiment puis tue toutes les personnes présentes.
Quarante ans plus tard, un groupe d'étudiants s'aventure dans le couvent abandonné, qui a désormais la réputation d'être hanté. Ils ignorent alors qu'un autre groupe d'étudiants, apprentis satanistes, sont également dans les lieux. Ces derniers kidnappent une des leurs pour faire une messe noire, au cours de laquelle ils réveillent les esprits des morts.

## Fiche technique
- Titre : Le Couvent
- Titre original : The Convent
- Réalisation : Mike Mendez
- Scénario : Chaton Anderson,Coolio
- Production : Chaton Anderson, Roland Carroll, Ryan Carroll, Elliot Metz, Jed Nolan et Rene Torres
- Société de production : Alpine Pictures
- Musique : Joey Bishara et Joseph Bishara
- Photographie : Jason Lowe
- Montage : John Rosenberg
- Décors : Robert Hummel
- Costumes : Linda Duclos, Kresta Lins et Tanja Weck
- Pays d'origine : États-Unis
- Format : Couleurs - 1,85:1 - Dolby Digital - 35 mm
- Genre : Comédie horrifique et fantastique
- Durée : 80 minutes
- Dates de sortie : 
  - États-Unis : 21 janvier 2000 (Festival du film de Sundance)
  - Belgique : 1er avril 2000 (Festival international du film fantastique de Bruxelles)
  - Suisse : 26 mai 2000 (Festival international du film fantastique de Neuchâtel)
  - Canada : Juillet 2020 (FanTasia)
  - France : 25 avril 2001
- Film interdit aux moins de 12 ans lors de sa sortie en France

## Distribution
- Joanna Canton : Clorissa
- Richard Trapp : Frijole
- Dax Miller : Chad
- Renée Graham : Kaitlin
- Liam Kyle Sullivan : Brant
- Megahn Perry : Mo
- Jim Golden : Biff
- Chaton Anderson : Sapphira
- Adrienne Barbeau : Christine adulte
- Oakley Stevenson : Christine enfant
- Kelly Mantle : Dickie-Boy
- David Gunn : Saul
- Larrs Jackson : le père Ryan
- Coolio : l'officier Starkey
- Bill Moseley : l'officier Ray
- Jennifer Buttell : Lisa
- Allison Dunbar : Davina

## Distinctions
- Prix du public lors du Fantafestival en 2000.
- Nomination au prix du meilleur film, lors du festival Fantasporto en 2001.

## Citations
Ce film d'horreur se veut également humoristique, comme en témoignent ces quelques extraits des dialogues :
- « Fred, ton chien essaie de me sauter ! » — « C'est toi qui voulais un peu d'action ! »
- « Le Prince des Ténèbres ? Ce taré travaille chez le glacier ! »
- « Laisse-moi deviner le reste de l'histoire. Toi et tes amis êtes allés là-bas baisouiller et fumer de la dope quand tout à coup ont surgi des forces démoniaques qui ont commencé à buter tout le monde. C'est ça ? » — « Ben c'est ça, oui. »
- « Notre Père qui êtes aux cieux, que votre nom soit sanctifié. Pitié, démarre cette putain de bécane ou on sera tous bouffés par l'enfer ! »
- « À nous deux, putain d'enfoiré à cornes ! Cette fois je te ramène en enfer moi-même ! »